# Lasionycta melanographa
Lasionycta melanographa là một loài bướm đêm thuộc họ Noctuidae. Nó được tìm thấy ở Afghanistan.